# Barthélemy Faujas de Saint-Fond
Barthélemie Faujas de Saint-Fond (Montélimar, 17 maggio 1741 – Montélimar, 18 luglio 1819) è stato un geologo francese.

## Biografia
Professore e amministratore del Museo nazionale di Storia naturale di Francia, fece numerose e importanti scoperte, in particolare nel campo dei materiali vulcanici. Scoprì la miniera di ferro di La Voulte-sur-Rhône e quella di pozzolana di Valay. Grande viaggiatore, percorse quasi tutta l'Europa.
Fu un convinto sostenitore dell'impiego dei palloni aerostatici, lanciando delle sottoscrizioni per la loro costruzione. Aiutò dapprima Jacques Charles, quindi Étienne Montgolfier e Jean-François Pilâtre de Rozier.
Collaborò alla Histoire naturelle di Buffon per la parte geologica.
Il mineralogista Alexis Damour gli dedicò nel 1842 un minerale: la Faujasite.

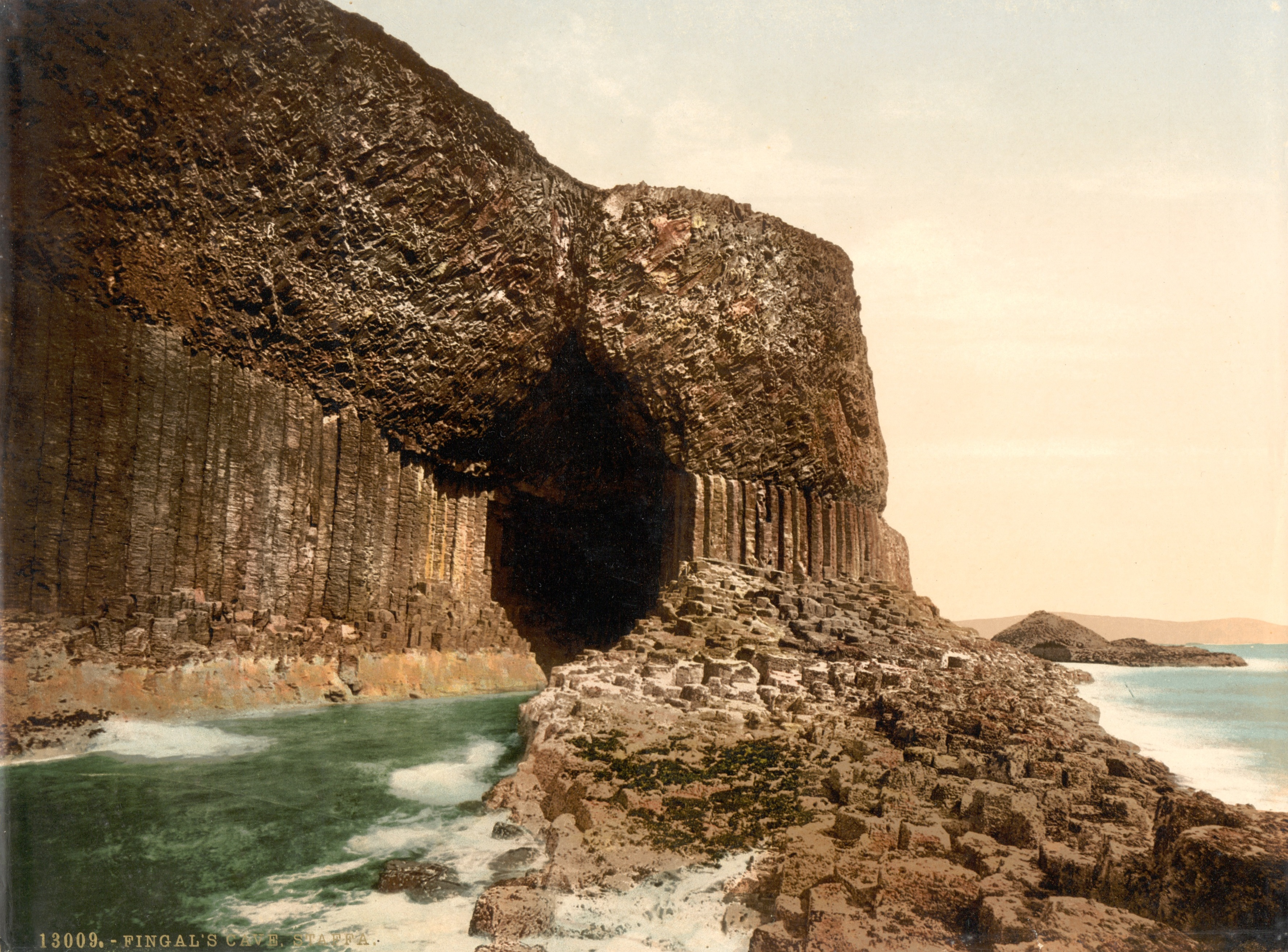
Cave del 1900 a Fingals (Scozia)

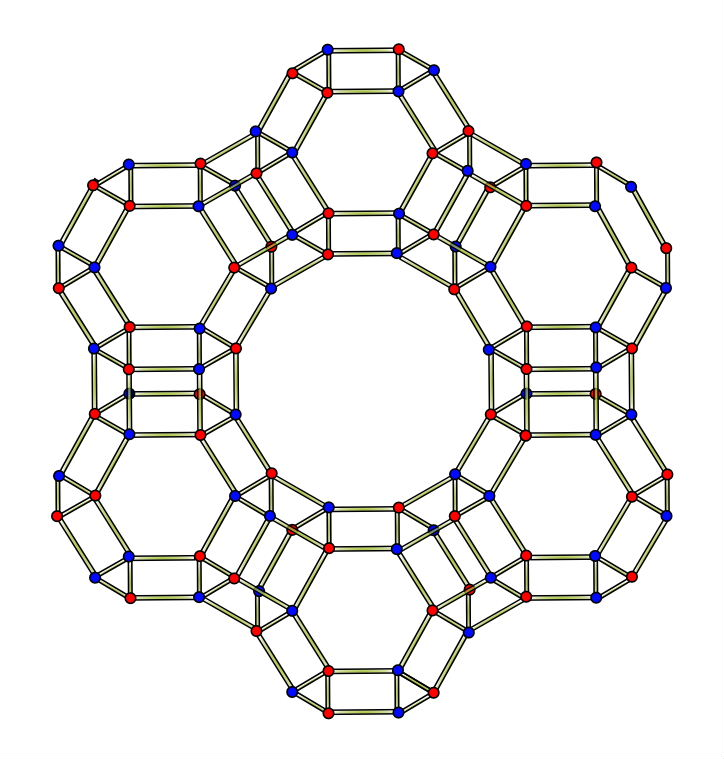
Struttura della Faujasite

## Opere
- Mémoire sur des bois de cerfs fossiles (1776). Testo in linea
- Œuvres de Bernard Palissy, revues sur les exemplaires de la Bibliothèque du Roi (1777).
- Recherches sur la pouzzolane, sur la théorie de la chaux et sur la cause de la dureté du mortier (1778).
- Recherches sur les volcans éteints du Vivarais et du Velay (1778). Testo in linea
- Mémoire sur la manière de reconnaître les différentes espèces de pouzzolane (1780).
- Histoire naturelle de la province de Dauphiné (1781). Testo in linea
- Description des expériences de la machine aérostatique de MM. de Montgolfier et de celles auxquelles cette découverte a donné lieu, suivie de recherches sur la hauteur à laquelle est parvenu le ballon du Champ-de-Mars... (1783-1784).
- Descrizione delle esperienze della macchina aerostatica de' signori di Montgolfier e di quelle alle quali ha dato luogo questa scoperta, in Raccolta universale di tutte le esperienze, osservazioni, riflessioni ec. all'occasione delle macchine o palloni aerostatici, vol. 1, Genova, Stamperia Gesiniana, 1784.
- Minéralogie des volcans, ou Description de toutes les substances produites ou rejetées par les feux souterrains (1784). Testo in linea
- Recherches sur l'art de voler, depuis la plus haute antiquité jusqu'à ce jour, pour servir de suite à la « Description des expériences aérostatiques » (1784).
- Essai sur l'histoire naturelle des roches de trapp (1788).
- Essai sur le goudron du charbon de terre (1790).
- Voyage en Angleterre, en Écosse et aux îles Hébrides, ayant pour objet les sciences, les arts, l'histoire naturelle et les mœurs (1797).
- Histoire naturelle de la montagne de Saint-Pierre de Maestricht (1798).
- Essai de géologie, ou Mémoires pour servir à l'histoire naturelle du globe (1803-1809).
- Mémoire sur une grosse Dent du Requin et sur un écusson fossile de tortue, trouvés dans les carrières des environs de Paris (1803).